# Jan Kliment
Jan Kliment (født 1. september 1993) er en tjekkisk fodboldspiller, der spiller for tjekkiske SK Sigma Olomouc. Han har tidligere spillet for Brøndby IF.

## Karriere
Kliment spillede ungdomsfodbold for FC Vysočina Jihlava, før han blev rykket op i seniortruppen. Efter en god indsats ved U/21 Europamesterskabet i fodbold 2015, hvor han vandt den Gyldne Støvle, skiftede han til VfB Stuttgart inden 2015-16-sæsonen, hvor han skrev under på en kontrakt frem til 2019.
Den 30. august 2016 blev det offentliggjort, at Kliment blev udlejet til Brøndby IF for resten af 2016-17-sæsonen. Han fik sin debut i Superligaen den 11. september, da han blev skiftet ind i det 56. minut i stedet for Teemu Pukki i 0-1-sejren ude over AaB. Han scorede sit første mål i Superligaen den 16. oktober, da han scorede til 1-1 i en kamp imod FC Nordsjælland.

## Landsholdskarriere
Han scorede et hattrick for Tjekkiets U/21-fodboldlandshold den 20. juni 2015 i en 4-0-sejr over Serbiens U/21-fodboldlandshold i gruppespillet ved U/21 Europamesterskabet i fodbold på Letná Stadium i Prag. Kliment blev tildelt den Gyldne Støvle som følge af at være den spiller, der scorede flest mål ved turneringen med sine tre mål.

## Hæder

### Individuelt
- U/21 Europamesterskabet i fodbold - Gyldne Støvle: 2015